# Francesco Corbetta
Francesco Corbetta, hay còn có tên tiếng Pháp là Francisque Corbette (1615-1681) là nhà soạn nhạc, nghệ sĩ guitar, nhà sư phạm người Ý. Ông trở thành nhà soạn nhạc của guitar Ý nổi tiếng nhất vào thế kỷ XVII. Ông đã đi lưu diễn khắp châu Âu và đã đạt nhiều thành công. Mọi người đều coi ông là một nghệ sĩ bậc thầy. Corbetta đã viết nhạc bằng nhiều kiểu khác nhau. Ông sáng tác nhiều thể loại: toccata, passacailia, giao hưởng, các bản tổ khúc. Những bản tổ khúc của ông là những bản sớm nhất của thời kỳ âm nhạc Baroque.

## Tác phẩm
- Scherzi Armonici (Bologna, 1639)
- Varii Capriccii per la Chitarra Spagnola (Milan, 1643)
- Varii Scherzi di Sonate per la Chitara Spagnola, Libro Quarto (Brussels, 1648)
- La Guitarre Royalle, dediée au Roy de la Grande Bretagne (Paris, 1671)
- La Guitarre Royalle (1674)